# Friedrich von Aufseß
Friedrich III von Aufsess (mort le 26 février 1440) est prince-évêque de Bamberg de 1421 à 1431.

## Biographie
Friedrich von Aufseß vient de la maison d'Aufseß (de). Au village d'Aufseß se trouve un château (de).
Au moment de sa nomination, le pape est Martin V et le roi des Romains Sigismond. Friedrich est d'abord chanoine à Bamberg.
En 1422, il accorde la construction de la fortification de Staffelstein.
Pendant l'hiver 1429-1430, les hussites sont vaincus en Franconie et partent par la vallée de la Main vers Bamberg. Le chapitre de la cathédrale fuit avec le Trésor de l'église (aujourd'hui au musée de l'archidiocèse de Bamberg (de)) dans le château de Giech (de), l'évêque s'en va dans la Carinthie. Les citoyens riches fuient vers Forchheim. Les hussites ne s'en prennent cependant pas à Bamberg. Alors que les hussites attaquent Scheßlitz, les artisans, les journaliers et les paysans dans la ville pillent les maisons des riches, les églises et les monastères. Peu après, Frédéric de Brandebourg négocie avec Procope le Grand pour que les hussites cessent de razzier, Bamberg donne 12 000 florins. Les hussites vont à Hollfeld. Quand l'évêque et le conseil de la ville reviennent à Bamberg, ils doivent faire avec le soulèvement des citoyens.
Friedrich von Aufseß abdique. Les citoyens s'adressent à l'empereur. Anton von Rotenhan devient le nouvel évêque. Son élection a lieu à Staffelstein, car Bamberg est frappé par la peste.

### Source, notes et références
- (de) Cet article est partiellement ou en totalité issu de l’article de Wikipédia en allemand intitulé « Friedrich III. von Aufseß » (voir la liste des auteurs).